# Kasper Palmar
Kasper Palmar, född 27 oktober 2003, är en svensk handbollsspelare som spelar för Frederica HK. Han är vänsterhänt och spelar som högernia.

## Karriär
Palmar har danska Skjern Håndbold som moderklubb, då hans far Kaupo Palmar spelade handboll i Skjern mellan 2005 och 2008. 2008 flyttade de tillbaka till födelsestaden Ystad och Kasper började spela i IFK Ystad. Han spelade sedan även i Ystads IF som junior, innan han flyttades upp till seniorlaget 2021. Med Ystads IF var han med och blev Svensk mästare 2022.
Palmar deltog i U20-EM 2022, där Sverige kom på fjärde plats. Han blev uttagen som utvecklingsspelare i A-landslaget inför en samling där Sverige skulle möta Spanien två gånger, och vid andra matchen var han med i matchtruppen. Han fick dock ingen speltid. Han deltog i U21-VM 2023.